# Prva slovenska Narodna vlada
Prva slovenska Narodna vlada je bila ustanovljena 31. oktobra 1918, ko je ljubljanski Narodni svet imenoval Narodno vlado Države Slovencev, Hrvatov in Srbov. Za predsednika vlade je bil takrat imenovan Josip Pogačnik. Vlada je odstopila po nastanku prve vlade Kraljevine SHS 23. decembra 1918, delo pa je opravljala do konca februarja 1919. 25. februarja 1919 se sestavi nova Deželna vlada, ki nastopi z delom 28. februarja.
Med drugim je Prva slovenska Narodna vlada prvič uvedla slovenski jezik kot uradni jezik na področju Slovenije.
Po združitvi Države SHS s kraljevinama Srbijo in Črno goro (1. decembra 1918), po imenovanju osrednje vlade v Beogradu in sporočilu Narodnega vijeća v Zagrebu, da so prenehale njegove funkcije, je Narodna vlada Slovencev, Hrvatov in Srbov v Ljubljani dala 27. decembra 1918 ostavko, ki jo je regent Aleksander sprejel šele 20. januarja 1919 ter imenoval za predsednika Deželne vlade za Slovenijo (ki jo je nasledila in je bila vmesna stopnja med Narodno vlado, ki je bila v vseh zadevah skoraj povsem samostojna in 2. avgusta 1921 v skladu z Vidovdansko ustavo ustanovljeno Pokrajinsko upravo za Slovenijo, torej na poti k popolni centralizaciji oblasti, za katero so se zavzemali demokrati, nasprotovali pa ji klerikalci), predstavnika SLS Janka Brejca, za podpredsednika pa Gregorja Žerjava iz Demokratske stranke. Novembra 1919 je postal njen predsednik Žerjav, ki ni skliceval sej, od februarja do decembra 1920 ponovno Brejc, nato je bil 2 meseca vodja poslov predsedstva Leonid Pitamic, zadnji predsednik od februarja do julija 1921 pa demokrat Vilko Baltič. Pokrajinsko upravo za Slovenijo je prevzel Ivan Hribar.

## Sestava
- predsednik prve Narodne vlade: Josip Pogačnik
- poverjenik za notranje zadeve: dr. Janko Brejc
- poverjenik za narodno obrambo: dr. Lovro Pogačnik
- poverjenik za pravosodje: dr. Vladimir Ravnihar
- poverjenik za finance: dr. Vekoslav Kukovec
- poverjenik za trgovino in industrijo: dr. Karel Triller
- poverjenik za javna dela in obrt: ing. Vladimir Remec
- poverjenik za kmetijstvo: prelat Andrej Kalan
- poverjenik za prehrano: dr. Ivan Tavčar
- poverjenik za promet: dr. Pavel Pestotnik
- poverjenik za socialno skrbstvo: Anton Kristan
- poverjenik za prosveto: dr. Karel Verstovšek
- poverjenik za zdravstvo: dr. Anton Brecelj